# Latouchia formosensis smithi
Latouchia formosensis là một phân loài nhện trong họ Ctenizidae.
Loài này thuộc chi Latouchia. Latouchia formosensis smithi được miêu tả năm 2003 bởi Tso, Joachim Haupt & Zhu.

## Hình ảnh

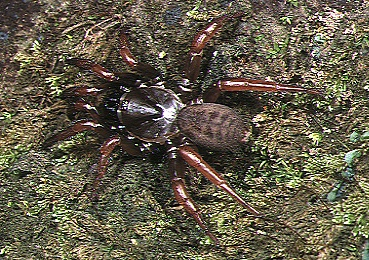